# Greenfield (Ohio)
Greenfield é uma cidade localizada no estado norte-americano de Ohio, no Condado de Highland.

## Demografia
Segundo o censo norte-americano de 2000, a sua população era de 4906 habitantes.
Em 2006, foi estimada uma população de 5142, um aumento de 236 (4.8%).

## Geografia
De acordo com o United States Census Bureau tem uma área de
5,0 km², dos quais 5,0 km² cobertos por terra e 0,0 km² cobertos por água. Greenfield localiza-se a aproximadamente 293 m acima do nível do mar.

## Localidades na vizinhança
O diagrama seguinte representa as localidades num raio de 20 km ao redor de Greenfield.